# Opsamates angustatus
Opsamates angustatus là một loài bọ cánh cứng trong họ Cerambycidae.